# Центар културе Владичин Хан
| Центар културе Владичин Хан |                                      |
|                             |                                      |
|                             |                                      |
| Оснивач:                    | Општина Владичин Хан                 |
| Седиште:                    | Николе Тесле 2, Владичин Хан, Србија |
| Директор:                   | Часлав Младеновић                    |
| Веб презентација            |                                      |

Центар за културне делатности, туризам и библиотекарство општине Владичин Хан, једна је од јавних установа Општине Владичин Хан и носилац је секторских активности у области културе, туризма и библиотечке делатности. Основана 10. јула 2009. године Установа сваке године организује музичке, фолклорне, ликовне, књижевне, драмске и едукативне програме на концертима, трибинама, фестивалима и изложбама.
У оквиру установе раде 
- Дечије аматерско позориште „Црвенкапа”,
- Омладинско позориште „Гвоздени театар”,
- КУД „Бранислав Нушић”,
- Сектор за туризам обавља послове промоције и развоја туризма општине Владичин Хан, координира активности и сарадњу између привредних и других субјеката у туризму који непосредно или посредно делују на унапређењу развоја и промоцији туризма на територији општине Владичин Хан. Значајан сегмент рада овог сектора је и организовање и учешће у организацији туристичких, научних, стручних, спортских, културних и других скупова и манифестација и друге послове предвиђене Законом о туризму.
- Библиотека послује у оквиру установе Центар за културне делатности, туризам и библиотекарство као сектор за библиотечку делатност. Физички је одвојена од матичне установе. Један огранак библиотеке налази се у селу Стубал. Прва читаоница у Владичином Хану основана је 1903. године. Сектор за библиотечку делатност свој рад организује у оквиру дечјег, позајмног и стручног одељења. Стручна обрада књига врши се према библиотечким стандардима и прописима. Од 2007. године је у систему COBISS који прдставља организациони модел повезивања библиотека у библиотечко-информациони систем са узајамном каталогизацијим.  Располаже фондом од 30.000 књига.

Центар за културне делатности, туризам и библиотекарство, рганизатор је значајних манифестација, као што су Видовдански дани, Међународна смотра фолклора, музички фестивал „Overload”, гастрономске манифестације Хани котлић, Репински рибљи котлић и Житорађска мућкалица.